# Microtropis dehuaensis
Microtropis dehuaensis är en benvedsväxtart som beskrevs av Z.S.Huang och Y.Y.Lin. Microtropis dehuaensis ingår i släktet Microtropis och familjen Celastraceae. Inga underarter finns listade.